# Сарновицька сільська рада
Сарновицька сільська рада — колишня адміністративно-територіальна одиниця та орган місцевого самоврядування у Народицькому і Коростенському районах Коростенської і Волинської округ, Київської й Житомирської областей Української РСР та України з адміністративним центром у с. Сарновичі.

## Населені пункти
Сільській раді були підпорядковані населені пункти:
- с. Сарновичі

## Населення
Кількість населення ради станом на 1923 рік становила 2 116 осіб, кількість дворів — 431.
Відповідно до результатів перепису населення СРСР, кількість населення ради станом на 12 січня 1989 року становила 556 осіб.
Станом на 5 грудня 2001 року, відповідно до перепису населення України, кількість мешканців сільської ради становила 383 особи.

## Склад ради
Рада складалася з 12 депутатів та голови.

### Керівний склад сільської ради
| ПІБ                       | Основні відомості                                                             | Дата обрання | Дата звільнення |
| ------------------------- | ----------------------------------------------------------------------------- | ------------ | --------------- |
| Орищенко Микола Петрович  | Сільський голова, 1963 року народження, освіта, безпартійний                  | 26.03.2006   | 31.10.2010      |
| Толочко Василь Васильович | Сільський голова, 1968 року народження, освіта середня загальна, безпартійний | 31.10.2010   |                 |

Примітка: таблиця складена за даними джерела

## Історія
Створена 1923 року в складі сіл Сарновичі, Рудня-Кам'янка, Гута-Ксаверівська та хутора Батьківщина Татарновицької волості Коростенського повіту Волинської губернії. Станом на 17 грудня 1926 року в підпорядкуванні значився х. Верхній Тартак.
Станом на 1 вересня 1946 року сільська рада входила до складу Народицького району Житомирської області, на обліку в раді перебували села Гута-Ксаверівська, Рудня-Кам'янка, Сарновичі та х. Батьківщина.
На 10 лютого 1952 року х. Верхній Тартак не перебував на обліку населених пунктів. 7 січня 1963 року, відповідно до рішення Житомирського облвиконкому № 2 «Про зміну адміністративної підпорядкованості окремих сільських рад і населених пунктів», села Батьківщина, Гута-Ксаверівська та Рудня-Кам'янка передані до складу Любарської сільської ради Овруцького району Житомирської області.
На 1 січня 1972 року сільська рада входила до складу Коростенського району Житомирської області, на обліку в раді перебувало с. Сарновичі.
Виключена з облікових даних 17 липня 2020 року. Територію та населені пункти ради, відповідно до розпорядження Кабінету Міністрів України № 711-р від 12 червня 2020 року «Про визначення адміністративних центрів та затвердження територій територіальних громад Житомирської області», включено до складу Коростенської міської територіальної громади Коростенського району Житомирської області.
Входила до складу Народицького (7.03.1923 р., 8.12.1966 р.) та Коростенського (30.12.1962 р., 3.04 1967 р.) районів.